# SV Altencelle
Der SV Altencelle von 1949 e. V. ist ein deutscher Sportverein mit Sitz im Ortsteil Altencelle der niedersächsischen Kreisstadt Celle im gleichnamigen Landkreis.

## Abteilungen

### Fußball
Die erste Männermannschaft spielt in der Saison 2021/22 in der Bezirksliga Lüneburg.

### Handball
Die Männermannschaft spielt in der Verbandsliga Niedersachsen. Die Frauenmannschaft trat in der Saison 2022/23 in der 3. Liga an.

### Rollhockey
Im Jahr 1977 und in der Saison 2009/10 spielt die erste Männermannschaft jeweils eine Saison als Abteilung des MTV Celle bzw. später MTV Eintracht Celle in der Bundesliga. Seit 2010 besteht die Abteilung innerhalb des SV Altencelle, wonach man oft zwischen Landesliga und Regionalliga pendelte. Mit Stand von 2017 spielte die Mannschaft in der Regionalliga.

### Volleyball
Die Volleyballabteilung wurde 1971 gegründet. 1994 wechselten die 1. Frauen- und Männermannschaft (Oberliga und Regionalliga) des MTV Celle zum SV Altencelle. Die Frauen stiegen 1995 in die Regionalliga auf, stiegen allerdings direkt wieder ab. Zur Saison 1996/97 stieg die erste Männermannschaft aus der Regionalliga in die 2. Bundesliga Nord auf. Mit 14:32 Punkten konnte man mit dem neunten Platz die Klasse halten. Dieselbe Platzierung erreichte man mit ähnlicher Punktausbeute auch in der Folgesaison. In der Spielzeit 1998/99 platzierte man sich erneut auf dem neunten Platz der Tabelle. Durch freiwilligen Rückzug stieg man jedoch ab.
2021/22 gibt es lediglich eine Männermannschaft die in der Bezirksliga aktiv ist.